# Amud
Amud o Amoud (en somalí: Camuud, en árabe: عمود‎) fue una antigua ciudad en la región de Awdal en Somalilandia, hoy en ruinas. Nombrada por su patrono San Amud fue un centro de actividad durante la Edad de Oro del reino Adal. El sitio arqueológico está situado a unos 1000 metros sobre el nivel del mar, alrededor de 10 km al sureste de la capital regional, Boorama.

## Visión general
El historiador G. W. B. Huntingford (1930) ofrece una descripción detallada de la antigua ciudad en La ciudad de Amud, Somalilandia:
“Las casas están esparcidas sin ningún plano aparente; no hay calles ni rastro de un muro circundante. Hay una mezquita en la mitad sur de la zona de vivienda ... [con] un mihrab de construcción bastante extraña frente a la entrada ... e inmediatamente al sur ... está el cementerio. Hay más de doscientas casas, todas bien construidas de piedra [y] de hasta 2,6 m de altura. . . El número de habitaciones varía de dos a cuatro ... a veces no hay señales de entrada a las habitaciones interiores. Esto implica que la entrada se hizo desde el techo, que sin duda era plano y al que se llegaba por teps ahora desaparecidos. . . Hay muchos nichos o armarios en las paredes interiores".
La vieja sección de Amud se extiende por 25 acres (101 171,5 m²) y contiene cientos de ruinas antiguas de casas con patio de varias habitaciones, muros de piedra, mezquitas complejas y otros restos arqueológicos, que incluyen intrincados brazaletes de vidrio de colores y cerámica china.
Según Sonia Mary Cole, la ciudad cuenta con 250 a 300 casas y un templo antiguo. El templo fue construido con  cantería cuidadosamente labrada y luego se transformó en una mezquita. También cuenta con lámparas de cerámica . En conjunto, las técnicas de construcción, entre otros factores, apuntan a una estrecha asociación con los yacimientos arqueológicos axumitas de los siglos II al V d. C.

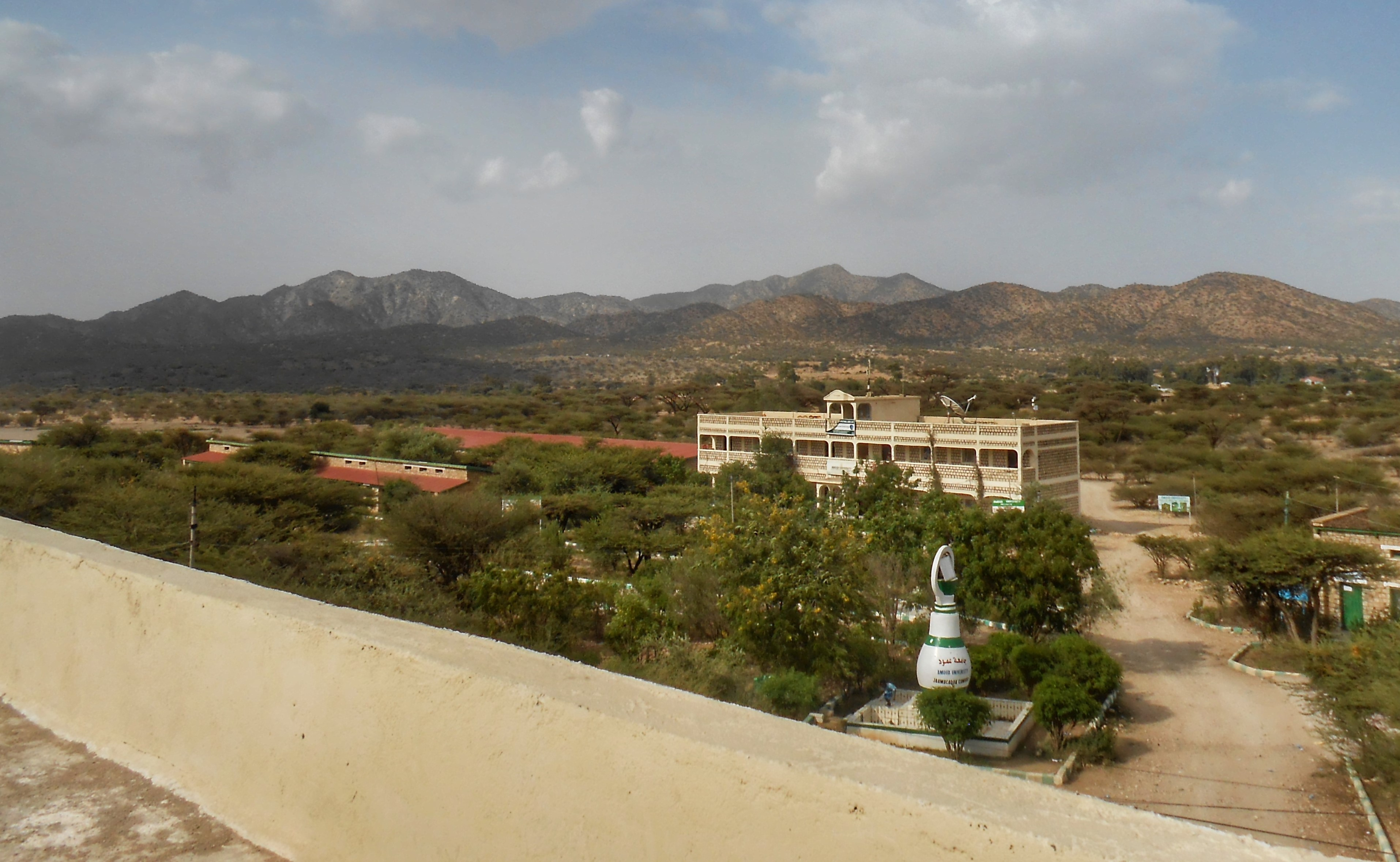
Universidad de Amud

En Amud se hallan varios lugares históricos de peregrinación, correspondientes a santos somalíes célebres, siendo los más destacados los de San Sau, San Amud y San Sharlagamadi. Durante su investigación en la zona, el historiador G. W. B. Huntingford notó que cada vez que un sitio histórico tenía el prefijo Aw en su nombre (como las ruinas de Awbare y Awbube), denotaba que ese lugar era el sitio de descanso final de un santo local. El patrón San Amud está enterrado en las inmediaciones de la antigua ciudad.
La Universidad de Amud en Borama lleva el nombre del yacimiento arqueológico.

## Demografía
La región alrededor de la ciudad antigua y la universidad está habitada por los Faarah Nuur, una de las dos subdivisiones de Reer Nuur, un subclan del clan Gadabuursi Dir.